# Magenkrampf
Ein Magenkrampf oder Magenspasmus ist eine meist schmerzhafte, krampfartige Kontraktion der Magenmuskulatur. Der häufig starke Magenschmerz taucht in der Regel kurzzeitig und mehrfach hintereinander auf. Ursachen können Magenverstimmungen, Magen-Darm-Infektionen, Gastritis, Magengeschwüre und Magenkrebs sein. Über Reflexe können auch Erkrankungen anderer Organe zu Magenspasmen führen, so etwa ein Gallensteinleiden. Neben diesen physischen Ursachen können auch psychische Ursachen Magenkrämpfe hervorrufen. Häufig werden Magenkrämpfe von Erbrechen oder Durchfall begleitet.

## Historische Literatur
- Carl Ernst Bock: Der Magenkrampf. In: Die Gartenlaube. Heft 42, 1853, S. 456–458 (Volltext [Wikisource]).